# Сирота Матвій Львович
Сирота Матвій Львович (дійсне прізвище Мордко Нухім Лейбов) (1893?, Київська губернія, Російська імперія — †?) — революційний діяч Російської імперії, Російської республіки та Радянської Росії. Активний діяч ПСР та ПЛСР. Делегат II-го всеросійського з'їзду РСД від Єлисаветграда; делегат 3-го, 4-го Надзвичайного та 5-го з'їздів Рад. Нарком землеробства РРФСР.